# Canggu
Canggu ist ein Dorf (Desa) an der südwestlichen Küste der indonesischen Insel Bali. Das Desa Canggu gehört zum Kecamatan (Distrikt) Kuta Utara, der wiederum im Kabupaten (Regierungsbezirk) Badung liegt. 2020 lebten hier circa 6700 Menschen.

## Geografie
Canggu liegt circa 10 Kilometer westlich der Hauptstadt Denpasar und nördlich der beliebten Touristengegenden Seminyak, Legian und Kuta. Im Distrikt Kuta Utara grenzt es an die Verwaltungseinheiten (Desa und Kelurahan) Tibubeneng im Osten und Dalung im Norden. Im Norden grenzt es an den Distrikt Mengwi. 
Canggu besteht aus vier Straßen, die alle zum Strand führen.

## Sonstiges
In Canggu sind zahlreiche digitale Nomaden, Start-ups und Softwarefirmen tätig.